# Pestalozzischule Torgelow

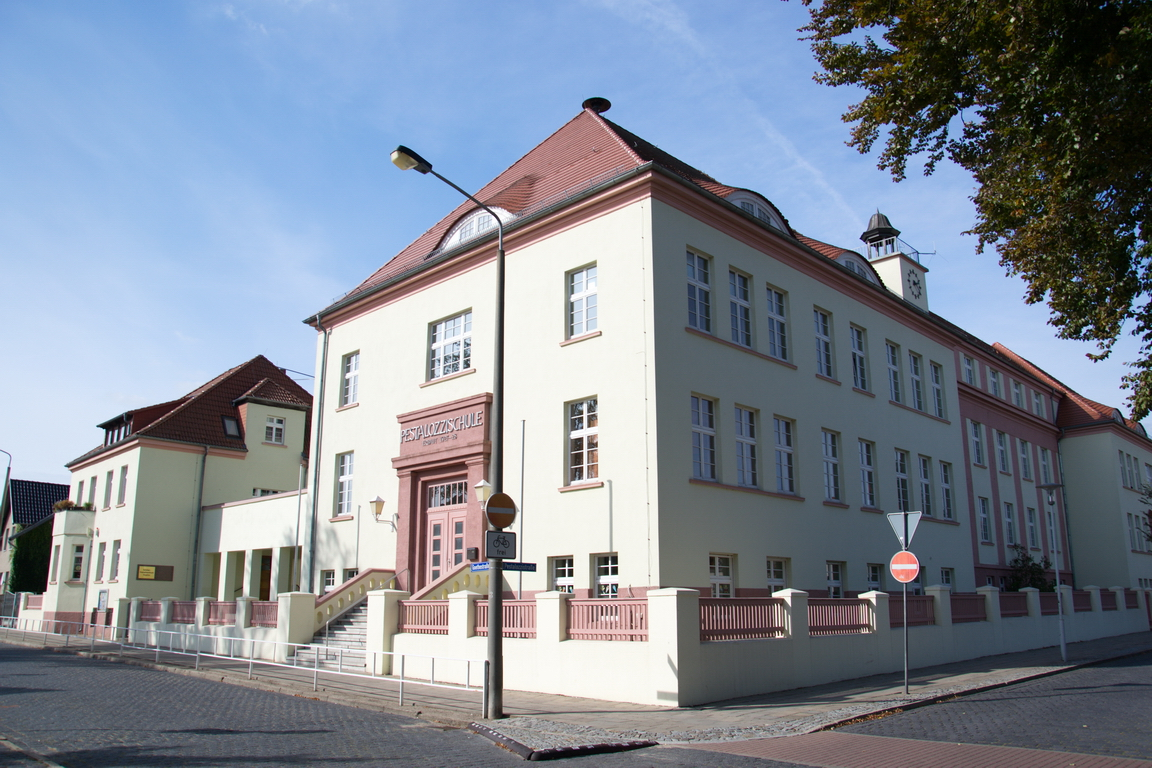

Die Pestalozzischule in Torgelow (Mecklenburg-Vorpommern), Goethestraße 2, Ecke Pestalozzistraße, ist eine Grundschule. Das Gebäude stammt aus dem frühen 20. Jahrhundert. Die Hauptgebäude stehen unter Denkmalschutz.

## Geschichte
Die Stadt Torgelow mit 8972 Einwohnern (2020) wurde 1281 erstmals erwähnt.
Der Schulunterricht für Knaben fand früher im Küsterhaus bei der Kirche statt. Um 1865 hatte Torgelow etwa 1570 Einwohner und danach drei Schulstätten, davon eine im alten Amtshaus und eine als Gemeinde-Mädchenschule von um 1880 (Diesterweg). Der durch das Hüttenwerk rasch wachsende Ort musste zur Linderung der massiven Schulraumnot eine neue Schule bauen und sich deshalb erheblich verschulden.
Das zwei- und dreigeschossige verputzte Gebäude mit einem hohen Sockelgeschoss, dem Walmdach mit Fledermausgauben und dem Turm als Dachreiter mit der Uhr und einem Aufsatz mit Laterne und einer Glockenhaube sowie dem Portal mit einem Fries wurde 1927/28 gebaut.
Die Volksschule mit Klassen- und Fachräumen, der Aula und einer Turnhalle wurde später eine Grundschule. Dazu gibt es heute die Regionale Schule Albert Einstein von 1978 als Polytechnische Oberschule (POS), ab 1991 Realschule und ab 2002 Regionalschule sowie früher die Kopernikus-Schule als Oberschule von 1947, heute Berufsschule RBB, Ueckermünder Straße 17.
Etwa 340 bis 380 Grundschüler werden heute (2021) von ca. 23 Lehrern und pädagogische Mitarbeitern unterrichtet. Ein Schülerfreizeitzentrum in einem Anbau ergänzt die Anlage.